# François Mussard
Pour les articles homonymes, voir Mussard.
François Mussard (1718-1784), souvent désigné par son seul patronyme, fut l'un des plus célèbres chasseurs d'esclaves en fuite (marrons) actif sur l'île de La Réunion dans le courant du XVIIIe siècle, alors que celle-ci était encore une colonie française de l'océan Indien connue sous le nom d'île Bourbon. On lui attribue la « purge » quasi totale des cirques de ses campements d’évadés, et la légende veut qu’il se soit personnellement chargé d’exécuter leurs plus grands chefs, dont Mafate et Cimendef. 
Explorateur des Hauts, il a laissé son nom à plusieurs entités géographiques remarquables, parmi lesquelles la caverne Mussard. En outre, il apparaît dans  plusieurs œuvres de fiction, notamment dans le roman d'Eugène Dayot intitulé Bourbon pittoresque, qui le met aux prises avec plusieurs chefs marrons.